# Angela Lansbury
Angela Lansbury (Londres, 16 d'octubre de 1925 - Los Angeles, 11 d'octubre de 2022) fou una actriu anglesa, coneguda per interpretar el paper de l'escriptora de novel·les d'intriga Jessica Fletcher en la sèrie de televisió S'ha escrit un crim. Al llarg de la seva carrera interpretativa, va guanyar sis Globus d'Or, sis premis Tony i l'Oscar honorífic el 2013.

## Biografia
Angela Lansbury era neta del primer ministre laborista George Lansbury. Sent una adolescent, va deixar Anglaterra en esclatar la Segona Guerra Mundial en l'últim vaixell que va poder travessar l'Atlàntic, i s'instal·là als Estats Units d'Amèrica l'any 1941. Un cop allà, començaria a treballar en papers secundaris que li proporcionarien certa fama. En El foc de la joventut (1944) va encarnar a la pantalla la germana d'Elizabeth Taylor.
En Gaslight (1944), de George Cukor, interpretava l'assistenta de l'actriu Ingrid Bergman, paper que li va valdre la seva primera nominació a l'Oscar a la millor actriu secundària. L'any següent repetiria nominació en interpretar una jove actriu que se suïcidava després de ser abandonada pel seu company sentimental en la pel·lícula El retrat de Dorian Grey. El 1945, Lansbury va contraure matrimoni amb Richard Cromwell, amb qui trencaria 12 mesos després. Després de diferents papers, el 1949 es casaria amb Peter Shaw, mentre tenia un contracte amb la Metro-Goldwyn-Mayer, que aprofità per a rodar State of the Union, de Frank Capra, Samson and Delilah, de Cecil B. DeMille i Els tres mosqueters, de George Sidney, en què interpretava Anna d'Àustria. El 1951, el govern dels Estats Units li va atorgar la nacionalitat estatunidenca.
Els anys següents, Lansbury va deixar un temps el cinema i es va dedicar al seu fill, Anthony Shaw. Tanmateix, algunes de les seves interpretacions destacables són The Reluctant Debutante, de Vincente Minnelli, i El llarg i càlid estiu amb Orson Welles. El 1962 rodà El missatger de la por, de John Frankenheimer. El seu paper de mare possessiva i fervent anticomunista, quasi li suposa la tercera nominació a l'Oscar a la millor actriu secundària.
De nou al món del cinema, Lansbury va saber combinar-ho amb al teatre, en què representà obres com els musicals Mame i Dear World. Els anys 1970 van arrencar amb l'estrena de la pel·lícula L'aprenenta de bruixa, de Robert Stevenson, produïda per Disney, en què Lansbury interpreta la senyora Price, una aprenenta de bruixa que acull un grup de nens germans que són allunyats de la ciutat per evitar els raids de la Royal Air Force. Finalment, entre el coneixements de la bruixa i l'ajut dels infants aconseguiren ajudar les tropes aliades en contra el Tercer Reich. Dotze mesos després seria nominada als Globus d'Or.
L'any 1978 va interpretar Salomé Otterbourne en Mort al Nil, protagonitzada per Peter Ustinov. El seu paper d'escriptora de novel·les eròtiques i alcoholitzada la varen portar a les portes dels premis BAFTA. Els productors de la pel·lícula, satisfets amb la seva feina, li van donar l'oportunitat d'interpretar Miss Jane Marple en El mirall trencat (1980), amb Tony Curtis, Elizabeth Taylor, Kim Novak, Rock Hudson i Geraldine Chaplin.
Això no obstant, el moment més destacat, i pel paper que més es coneix Angela Lansbury als Països Catalans és el de Jessica Fletcher en la sèrie S'ha escrit un crim, produïda pel seu germà. La senyora Fletcher és una veïna d'un petit poble de Nova Anglaterra, escriptora de novel·les de misteri i assassinats que té l'afició de resoldre'ls en la realitat. Aquesta sèrie la va portar a estar nominada als premis Emmy i els Globus d'Or.
En ple èxit professional, Neil Jordan la va trucar per encarnar el paper d'Angela Carter en En companyia de llops, però Lansbury es va dedicar a compaginar el seu paper de Jessica Fletcher amb algun film per a la televisió com Mrs. Harris goes to Paris, junt amb Omar Sharif, i el doblatge en pel·lícules de dibuixos animats com La bella i la bèstia (1991) i Anastàsia (1997).
El 1995 va finalitzar l'emissió de S'ha escrit un crim, moment en què Lansbury va començar a dedicar-se a l'ensenyança d'art dramàtic i a la família. El 2002 va morir el seu marit, fet que va provocar el renaixement de Jessica Fletcher i algunes aparicions al cinema.
Morí, mentre dormia, a la seva casa de Los Angeles l'11 d'octubre de 2022.

## Filmografia

### Cinema

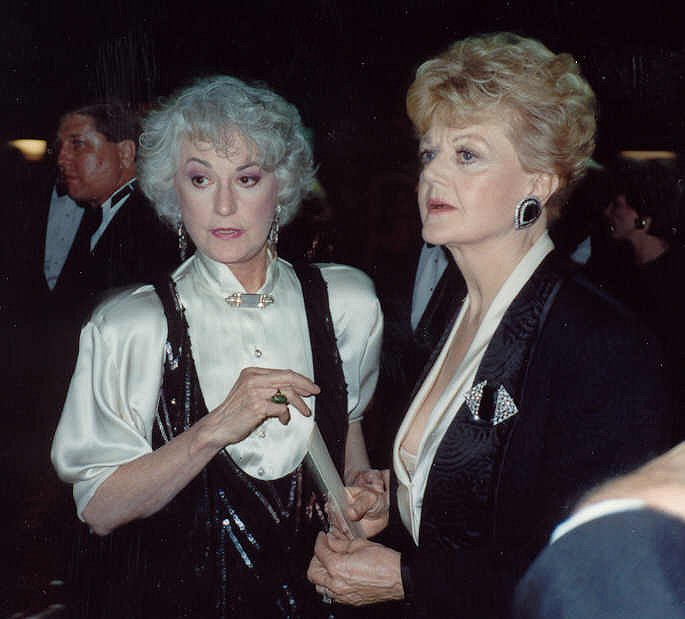
Bea Arthur i Angela Lansbury (dreta) en els premis Emmy del 1989

| Any  | Pel·lícula                                                     | Paper                        | Notes                                                                                    |
| ---- | -------------------------------------------------------------- | ---------------------------- | ---------------------------------------------------------------------------------------- |
| 1944 | Gaslight                                                       | Nancy Oliver                 | Nominada— Oscar a la millor actriu secundària                                            |
| 1944 | El foc de la joventut                                          | Edwina Brown                 |                                                                                          |
| 1945 | El retrat de Dorian Gray                                       | Sibyl Vane                   | Globus d'Or a la millor actriu secundària Nominada — Oscar a la millor actriu secundària |
| 1946 | The Harvey Girls                                               | Em                           |                                                                                          |
| 1946 | The Hoodlum Saint                                              | Dusty Millard                |                                                                                          |
| 1946 | Till the Clouds Roll By                                        | London Specialty             |                                                                                          |
| 1947 | The Private Affairs of Bel Ami                                 | Clotilde de Marelle          |                                                                                          |
| 1947 | If Winter Comes                                                | Mabel Sabre                  |                                                                                          |
| 1948 | State of the Union                                             | Kay Thorndyke                |                                                                                          |
| 1948 | Els tres mosqueters (The Three Musketeers)                     | Queen Anne                   |                                                                                          |
| 1948 | Tenth Avenue Angel                                             | Susan Bratten                |                                                                                          |
| 1949 | The Red Danube                                                 | Audrey Quail                 |                                                                                          |
| 1949 | Samson and Delilah                                             | Semadar                      |                                                                                          |
| 1951 | Kind Lady                                                      | Mrs. Edwards                 |                                                                                          |
| 1952 | Mutiny                                                         | Leslie                       |                                                                                          |
| 1953 | Remains to Be Seen                                             | Valeska Chauvel              |                                                                                          |
| 1954 | A Life at Stake                                                | Doris Hillman                |                                                                                          |
| 1955 | The Purple Mask                                                | Madame Valentine             |                                                                                          |
| 1955 | A Lawless Street                                               | Tally Dickinsen              |                                                                                          |
| 1956 | The Court Jester                                               | Princesa Gwendolyn           |                                                                                          |
| 1956 | Please Murder Me                                               | Myra Leeds                   |                                                                                          |
| 1958 | El llarg i càlid estiu                                         | Minnie Littlejohn            |                                                                                          |
| 1958 | The Reluctant Debutante                                        | Mabel Claremont              |                                                                                          |
| 1959 | Summer of the Seventeenth Doll                                 | Pearl                        |                                                                                          |
| 1960 | A dalt de l'escala és fosc (The Dark at the Top of the Stairs) | Mavis Pruitt                 |                                                                                          |
| 1960 | A Breath of Scandal                                            | Countess Lina                |                                                                                          |
| 1961 | Blue Hawaii                                                    | Sarah Lee Gates              |                                                                                          |
| 1962 | Els quatre genets de l'apocalipsi                              | Marguerite Laurier           | veu (no surt als crèdits)                                                                |
| 1962 | All Fall Down                                                  | Annabell Willart             |                                                                                          |
| 1962 | El missatger de la por                                         | Mrs. Iselin                  | Globus d'Or a la millor actriu secundària Nominada — Oscar a la millor actriu secundària |
| 1963 | In the Cool of the Day                                         | Sybil Logan                  |                                                                                          |
| 1964 | The World of Henry Orient                                      | Isabel Boyd                  |                                                                                          |
| 1964 | Dear Heart                                                     | Phyllis                      |                                                                                          |
| 1965 | The Greatest Story Ever Told                                   | Claudia                      |                                                                                          |
| 1965 | Moll Flanders, el coratge d'una dona                           | Lady Blystone                |                                                                                          |
| 1965 | Harlow                                                         | Mama Jean Bello              |                                                                                          |
| 1966 | Mister Buddwing                                                | Gloria                       |                                                                                          |
| 1970 | Something for Everyone                                         | Countess Herthe von Ornstein | Nominada — Globus d'Or a la millor actriu musical o còmica                               |
| 1971 | L'aprenenta de bruixa                                          | Miss Eglantine Price         | Nominada — Globus d'Or a la millor actriu musical o còmica                               |
| 1978 | Mort al Nil                                                    | Salome Otterbourne           | Nominada — BAFTA a la millor actriu secundària                                           |
| 1979 | The Lady Vanishes                                              | Miss Froy                    |                                                                                          |
| 1980 | El mirall trencat                                              | Miss Jane Marple             |                                                                                          |
| 1982 | The Last Unicorn                                               | Mommy Fortuna                | veu                                                                                      |
| 1983 | The Pirates of Penzance                                        | Ruth                         |                                                                                          |
| 1984 | Ingrid                                                         | ella mateixa                 |                                                                                          |
| 1984 | En companyia de llops (The Company of Wolves)                  | Granny                       |                                                                                          |
| 1991 | La bella i la bèstia                                           | Mrs. Potts                   | veu                                                                                      |
| 1997 | Beauty and the Beast: The Enchanted Christmas                  | Mrs. Potts                   | veu                                                                                      |
| 1997 | Anastàsia                                                      | Dowager Empress Marie        | veu                                                                                      |
| 1999 | Fantasia 2000                                                  | Herself - Hostess            | part The Firebird                                                                        |
| 2003 | Broadway: The Golden Age, by the Legends Who Were There        | ella mateixa                 |                                                                                          |
| 2005 | Nanny McPhee                                                   | Tia Adelaide                 |                                                                                          |
| 2011 | Mr. Popper's Penguins                                          | Mrs. Van Gundy               |                                                                                          |

### Televisió
Sèries
- S'ha escrit un crim (1984-1994)

Telefilms
- Mrs Harris Goes to Paris (1992)
- Donetes (2017-2018)

## Teatre
- Hotel Paradiso (1957)
- A Taste of Honey (octubre 1960 - septembre 1961)
- Anyone Can Whistle (1964)
- Mame (maig 1966 - gener 1970)
- Dear World (1969)
- Gypsy (setembre 1974 - gener 1975)
- The King and I (maig 1977 - desembre 1978)
- Sweeney Todd: el barber diabòlic del carrer Fleet (març 1979 - juny 1980)
- A Little Family Business (1982)
- Mame (1983)
- Short Talks on the Universe (2002)
- A Little Night Music

## Guardons

### Premis
- Globus d'Or a la millor actriu secundària
  - The Picture of Dorian Gray (1945)
  - The Manchurian Candidate (1962)
- Globus d'Or a la millor actriu en sèrie de televisió dramàtica per:
  - The Gift of Love: A Christmas Story (1984)
  - S'ha escrit un crim (1985, 1987, 1990, 1992)

### Nominacions
- Oscar a la millor actriu secundària per:
  - Gaslight (1945)
  - The Picture of Dorian Gray (1946)
  - The Manchurian Candidate (1963)
- Globus d'Or a la millor actriu musical o còmica
  - Something for Everyone (1971)
  - Bedknobs and Broomsticks (1972)
- Globus d'Or a la millor actriu en sèrie de televisió dramàtica per:
  - S'ha escrit un crim (1986, 1988, 1989, 1991, 1993, 1995)
- BAFTA a la millor actriu secundària per Death on the Nile (1979)
- Primetime Emmy a la millor actriu en una sèrie limitada o un especial per Little Gloria... Happy at Last (1983)
- Primetime Emmy a la millor actriu en sèrie dramàtica per S'ha escrit un crim (1985, 1986, 1987, 1988, 1989, 1990, 1991, 1992, 1993, 1994, 1995)
- Primetime Emmy a la millor actriu secundària en minisèrie o telefilm per The Blackwater Lightship (2004)